# 22 Scorpii
22 Scorpii (22 Sco), nota anche come i Scorpii nella nomenclatura di Bayer, è una stella azzurra di sequenza principale di magnitudine 4,79, situata nella costellazione dello Scorpione. Dista circa 410 anni luce dal sistema solare.
La stella è associata alla nebulosa a riflessione IC 4605.

## Osservazione
22 Scorpii si trova a poco più di un grado a nord di Antares, la stella più luminosa dello Scorpione. Essendo di magnitudine pari a 4,79, è osservabile ad occhio nudo, a patto di avere a disposizione un cielo buio.
Essendo posta 25° sotto l'equatore celeste, 22 Scorpii è una stella dell'emisfero australe. Le sue possibilità di osservazione nell'emisfero boreale sono tuttavia abbastanza ampie. Essa è infatti osservabile fino al 65º parallelo N, cioè quasi fino al circolo polare artico. Restano escluse solo buona parte della Groenlandia, le regioni più settentrionali del Canada e della Russia, oltre che l'Islanda e parte della Svezia e della Norvegia. D'altra parte questa stessa declinazione comporta che essa sia circumpolare solo più a sud del 65º parallelo S, cioè solo nelle regioni del continente antartico.
I mesi migliori per la sua osservazione sono quelli che corrispondono all'estate boreale, da maggio ad agosto.

## Caratteristiche fisiche
La stella è una azzurra nella sequenza principale; ha una massa pari a circa sei volte quella del Sole, una temperatura superficiale di 19000 kelvin e una luminosità 334,5 volte maggiore, mentre l'età stimata è di circa 10 milioni di anni. Possiede una magnitudine assoluta di -0,72. La velocità radiale della stella invece non è stata ancora determinata.
La stella è circondata dalla nebulosa a riflessione IC 4605, che è parte dei gas della Nube di Rho Ophiuchi. La radiazione luminosa emessa dalla stella non è sufficiente a ionizzare le molecole della nebulosa, che si limita a rifletterla, apparendo anch'essa di colore azzurro.